# المركز الثقافي الإسلامي في كييف
المركز الثقافي الإسلامي في كييف (بالأوكرانية: Ісламський культурний центр та мечеть) هو مسجد ومنظمة ثقافية في كييف بأوكرانيا. يعتبر واحدا من تسعة مراكز ثقافية تقع في أكبر مدن أوكرانيا. استضاف مبنى المركز مكتب الإدارة الدينية لمسلمي أوكرانيا «الأمة»، والمركز الأوكراني للدراسات الإسلامية، ولجنة الشريعة، ومنظمة حماية الحق والقانون، ومركز الرائد لإصدار الشهادات والأبحاث، ومكتب النشر مؤسسة أنصار، وصالة للألعاب الرياضية «مستقبلنا»، وغيرها.

## البنية التحتية للمركز
يتوفر المركز على قاعتي صلاة الرجال والنساء، والتي تستوعب ما يقرب من 1500 شخص. تقام بالمركز الصلوات وصلاة الجمعة وتجمعات تلاوة القرآن (التجويد) وحفظ القرآن، ومناقشة أصول الإسلام (الفقه، والسيرة النبوية، وما إلى ذلك) مفتوحة للمسلمين. خلال شهر رمضان، يجتمع الناس في المركز لتناول الإفطار كل مساء. يُحتفل أيضا بعيد الفطر وعيد الأضحى بالمركز، حيث تُقام برامج ترفيهية للأطفال.
في مركز تنمية المرأة في ورش عمل المركز، غالبًا ما يتم عقد فصول ومحاضرات مخصصة لمواضيع مختلفة، بما في ذلك علم نفس الأسرة. علاوة على ذلك، تتاح للمرأة فرصة حضور حلقات الخياطة والطبخ ودروس اللياقة البدنية.
تقام دورات المركز للغة العربية والثقافة الإسلامية باستخدام برنامج خاص مطور. يقوم المتحدثون الأصليون بتعليم الطلاب باستخدام برنامج مطور خصيصًا.

## الأنشطة
تشمل المجالات الرئيسية لنشاط المركز تعزيز الحوار بين الأديان والثقافات، ونشر معلومات صادقة عن الإسلام، وتوضيح الصور المغلوطة عن الإسلام والمسلمين، وإثراء معرفة المسلمين الأوكرانيين.

### الأنشطة التعليمية
منذ عام 2014، أصبحت صالة الألعاب الرياضية «مستقبلنا» في المركز، وهي مؤسسة تعليمية خاصة للتعليم الابتدائي والثانوي، تعمل ضمن السلطة التي يفوضها ترخيص الدولة. تستخدم المدرسة المعايير التعليمية الوطنية. باستخدام الرابط التالي، يمكنك القيام برحلة افتراضية إلى صالة الألعاب الرياضية.

### الأنشطة العامة
في المركز الثقافي الإسلامي في كييف، أقيم «مهرجان الشرق» في 23 أغسطس 2015  و 14 مايو 2016. لم يكن هذا الحدث عرضًا بسيطًا للتقاليد الشرقية، ولكنه رابط بين ممثلي الدول المختلفة في البلد.
في 19 ديسمبر 2015، استضاف المركز الثقافي الإسلامي في كييف المسابقة الدولية لتلاوة القرآن بين ممثلي أوكرانيا ودول ما بعد الاتحاد السوفيتي والدول القريبة والبعيدة في الخارج. شارك في المسابقة 56 مشاركًا؛ بما في ذلك مشارك واحد من شبه جزيرة القرم وواحد من منطقة دونباس.
خلال الفترة من 20 إلى 24 يوليو 2015، استضافت كييف المدرسة الدولية الرابعة للدراسات الإسلامية التي نظمتها أواسو الرائد ورامو الأمة. تم تخصيص الأسئلة الفعلية للعصر الحديث. خلال 5 أيام عمل عمل المشاركون على البحث عن الهوية والحوار وحل النزاعات والتطرف.